# Cyornis poliogenys
Papa-moscas-de-brooks (Cyornis poliogenys) é uma espécie de ave da família Muscicapidae.
Pode ser encontrada nos seguintes países: Bangladesh, Butão, China, Índia, Myanmar e Nepal.
Os seus habitats naturais são: florestas subtropicais ou tropicais húmidas de baixa altitude.